# Državna cesta D74
D74 je državna cesta u Hrvatskoj. Ukupna daljina iznosi 22 km.

## Naselja
- Đurmanec
- Krapina
- Bednja
- Lepoglava